# Samuel Epstein (Chemiker)
Samuel Epstein (* 9. Dezember 1919 in Kobryn, Polen; † 17. September 2001 in Pasadena, Kalifornien) war ein polnisch-kanadisch-amerikanischer Geochemiker.

## Leben
Epstein kam als Kind mit seiner Familie nach Winnipeg und studierte Geologie und Chemie an der University of Manitoba mit dem Bachelor-Abschluss 1941 und dem Master-Abschluss in Chemie 1942. Er wurde 1944 bei Carl A. Winkler an der McGill University mit einer Arbeit über die Chemie von Sprengstoffen in Chemie promoviert. Danach arbeitete er für das kanadische Atomenergieprojekt. 1947 ging er an die University of Chicago in die Gruppe von Harold C. Urey. Dort entwickelte er mit Ralph Buchsbaum, Heinz A. Lowenstam und anderen ein Verfahren, aus dem Verhältnis von Sauerstoffisotopen in Karbonaten die Temperatur von Ozeane der Erdvergangenheit zu bestimmen (zuerst angewandt auf die Kreidezeit). Ab 1952 war er am Caltech, wo er Professor wurde und sich weiter mit der Geochemie stabiler Isotope befasste. Er wandte diese nicht nur in der Paläoklimatologie, sondern auch zum Beispiel in der Petrologie, Botanik, dem Studium der Photosynthese, der Tier- und Pflanzenphysiologie, dem Studium der Eisschilde in Grönland und der Antarktis und von Gletschern, beim Studium von Mondgestein und Meteoriten an. 1990 emeritierte er, war aber weiter wissenschaftlich bis zu seinem Tod aktiv.
1977 wurde er Mitglied der National Academy of Sciences und der American Academy of Arts and Sciences und 1997 wurde er Fellow der Royal Society of Canada. 1977 erhielt er den V. M. Goldschmidt Award der Geochemical Society, 1978 die Arthur L. Day Medal der Geological Society of America, 1995 den Urey Award der European Association of Geochemistry und 1993 die Wollaston-Medaille. 1980 wurde er Ehrendoktor der University of Manitoba. 1978/79 war er Präsident der Geochemical Society.